# David McAllister

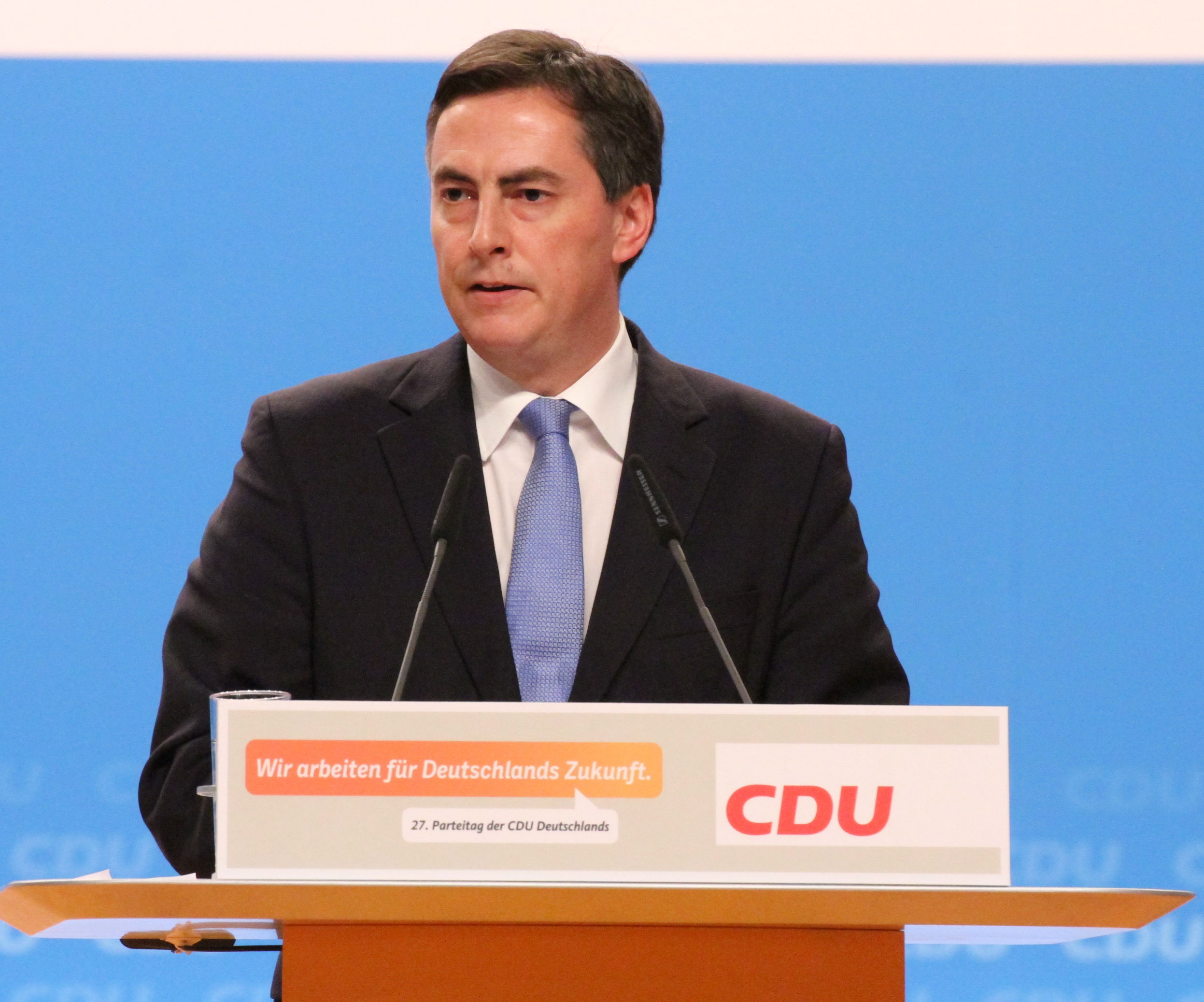
David McAllister 2014.

David James McAllister, född 12 januari 1971 i Berlin, är en brittisk-tysk politiker (CDU) och jurist. Han är europaparlamentariker sedan 2014 och ordförande för utrikesutskottet. Han är även vice president i EPP-gruppen.
Den 1 juli 2010 valdes han till ministerpresident (regeringschef) i delstaten Niedersachsen och efterträdde Christian Wulff, som kvällen innan blivit vald till Tysklands förbundspresident. Den 19 februari 2013 avgick McAllister som ministerpresident och efterträddes av socialdemokraten Stephan Weil efter att McAllisters CDU–FDP-koalition förlorat stödet i lantdagen efter 2013 års allmänna val.
McAllister tysk mor och skotsk far. Han uppfostrades tvåspråkigt och är medborgare i såväl Tyskland som i Storbritannien. Sedan augusti 2003 är han gift med Dunja McAllister. De har två döttrar, och familjen bor i Bad Bederkesa, i närheten av Cuxhaven.
Han har en juristexamen (LL.M.) och studerade juristprogrammet vid Hannovers universitet åren 1991–1996.
I Europaparlamentet är McAllister numera ordförande för utskottet för utrikesfrågor. Han är dessutom ledamot i utskottsordförandekonferensen, delegationen till parlamentarikerkommittén Cariforum–EU, delegation till den parlamentariska partnerskapsförsamlingen EU‒Förenade kungariket och delegationen för förbindelserna med Natos parlamentariska församling. Han är räven suppleant för utskottet för internationell handel, underutskottet för säkerhet och försvar, delegationen för förbindelserna med Förenta staterna och delegationen till den parlamentariska församlingen EU-Latinamerika.